# Wurtemberg
v. 1081 – 1945
Entités précédentes :
- Duché de Souabe

Entités suivantes :
- Wurtemberg-Bade
- Wurtemberg-Hohenzollern

Le Wurtemberg (en allemand : Württemberg) est un ancien État et territoire situé dans le sud-ouest de l'Allemagne. Une entité du Saint-Empire romain, de la confédération du Rhin, de la Confédération germanique et du Reich allemand, il s'est finalement dissous au sein du Land de Bade-Wurtemberg en 1952. Durant la majeure partie de son existence, la capitale fut à Stuttgart.
Le pays s'est formé vers la fin du XIe siècle dans les domaines de la maison de Wurtemberg sur les rives du Neckar. Le nom de la dynastie et de l'État vient à l'origine d'une colline abrupte près de Stuttgart-Untertürkheim, l'emplacement d'un ancien château.

## Toponymie
Le nom du château de Wirtenberg vient possiblement de la version latinisée du celtique Virodunum, de manière similaire à Verdun, le préfixe *vir(o) signifiant « homme » et le suffixe dunum « colline ». L'ancienne forteresse tombait en ruines ; en 1819, elle fut démontée et remplacée par la chapelle funéraire de la reine Catherine Pavlovna.

## Situation géographique
- Capitale : Stuttgart (285 000 habitants en 1900) est la plus grande ville et occupe une position centrale dans le Wurtemberg.

- Superficie : 19 517 km2

- Population : un peu plus de 2 millions d'habitants en 1910 (contre 1 881 505 en 1875) dont 1 million et demi de protestants.

- Principales villes : Esslingen (32 000 hab. en 1910), Heilbronn (43 000 hab. en 1910), Ludwigsbourg (23 000 hab. en 1910), Öhringen (24 663 en 2019), Reutlingen (30 000 hab. en 1910), Tübingen (19 000 hab. en 1910), Ulm (126 329 hab. en 2019).

Le territoire du Wurtemberg était traversé par la rivière Neckar et le fleuve Danube.

## Histoire
Primitivement intégré au duché de Souabe, après avoir été une seigneurie jusqu'au XIIe siècle, le Wurtemberg fut érigé en comté de Wurtemberg en 1135. Durant la majeure partie de son existence, la capitale fut à Stuttgart, mais elle fut également placée pour de courtes périodes à Ludwigsbourg et à Urach. En 1495, il fut élevé au rang de duché par l'empereur Maximilien Ier du Saint-Empire, puis devint le royaume de Wurtemberg après la dissolution du Saint-Empire romain germanique en 1806, par le recès d'Empire durant le règne de Frédéric Ier. D'abord allié — quasi sujet — de l'empereur Napoléon, qui avait agrandi son territoire en 1809, le nouveau royaume se rallia à la coalition de 1813 et combattit le royaume de Prusse en 1866. Enfin, la Première Guerre mondiale eut raison du système monarchique : le roi Guillaume II de Wurtemberg abdiqua et un État de type républicain fut institué : l'État libre populaire de Wurtemberg.
En 1945, le Wurtemberg cessa d'exister en tant qu'État et fut scindé en deux : la partie sud, sous zone d'occupation française, fut intégrée dans le nouveau Land de Wurtemberg-Hohenzollern, tandis que la partie nord, sous zone d'occupation américaine, forma le district de Wurtemberg-du-Nord, principale composante du nouveau Land de Wurtemberg-Bade. En 1952, il retrouva son unité lors de la création du Land de Bade-Wurtemberg, né de la fusion de ces deux derniers Länder avec un troisième : le Land de Bade.